# Roses à crédit
 (mars 2021).
Pour l'adaptation télévisuelle, voir Roses à crédit (téléfilm).
Roses à crédit est un roman d'Elsa Triolet publié en 1959, premier de son triptyque « L'âge de nylon ». Il est daté en fin de texte par l'écrivaine : « Paris, 1957-1958 ».

## Résumé
L'action débute après la Seconde Guerre mondiale, dans une commune rurale non nommée située à soixante kilomètres de Paris. L'héroïne, Martine Peigner, a 14 ans. Fille de Marie Vénin et d'un père inconnu , elle est la deuxième d'une famille de six enfants. Martine grandit dans une grande misère, dans une cabane vétuste au pied d'un bois, avant d'être prise en charge par la coiffeuse du village, surnommée affectueusement M'man Donzert, et dont la fille, Cécile, est devenue sa meilleure amie. Martine découvre alors l'univers parfumé et chromé du salon de coiffure, à l'absolu opposé de son quotidien misérable, et dès lors voue à la propreté une véritable adoration. 
Depuis son plus jeune âge, Martine est amoureuse d'un garçon de son village, Daniel Donelle. Daniel est issu d'une prestigieuse famille de rosiéristes, et se consacre lui aussi à cette vocation , avec l'ambition d'« obtenir par des croisements une rose qui aurait le parfum des roses anciennes, et la forme, le coloris des roses modernes ». Il se rend régulièrement à Paris, où il étudie dans un lycée horticole et loge chez sa sœur, puis chez un ami de la Résistance.
Toute à ses rêveries au sujet de Daniel, Martine n'a dans les faits que très peu de contacts avec le garçon, qui ne lui exprime un désir réciproque que lors d'un concours de beauté dont Martine sort gagnante. Madame Donzert déménage à Paris, avec Cécile et Martine. Cette dernière vit toujours — virginalement — dans l'espoir de s'unir à Daniel, tout en poursuivant son travail de coiffeuse esthéticienne dans un grand salon de la capitale. Un soir, par hasard, elle le rencontre. Ils sortent ensemble puis se marient.
Bien que très amoureux l'un de l'autre, les jeunes mariés ont une vision divergente de leur avenir : Martine souhaite poursuivre son travail et acheter un petit appartement meublé à Paris tandis que Daniel aimerait emmenager dans la ferme familiale pour y poursuivre son travail sur les roses. Ces divergences sont d'abord très vite évacuées : Daniel vit régulièrement à Versailles, où il prépare des examens, cependant que Martine habite dans le meublé acheté en commun  ; mais elles deviennent conflictuelles lorsque Martine commence à acheter à crédit pour améliorer son confort.
Incapable de s'adapter au mode de vie de Martine, Daniel part vivre chez son père, et ne revient la voir que pour lui faire l'amour et lui donner de l'argent. De son côté, Martine multiplie les heures supplémentaires et les parties de bridge pour rembourser ses crédits et acheter davantage. Ces charges financières empêchent Martine de suivre Daniel dans le Midi, chez un grand pépiniériste , puis en vacances à la ferme. C'est d'ailleurs lors de ces vacances vécues séparément que Martine vit coup sur coup l'annonce de son cinquième mois de grossesse et sa fausse couche, évènements qu'elle ne révèlera jamais à Daniel.
Les affaires d'argent semblent s'arranger pour Martine lorsqu'elle remporte un jeu télévisé. Elle perd ensuite son emploi après que sa patronne a découvert que Martine se faisait une clientèle particulière avec les clientes du salon. Une amie et collègue de Martine, Ginette, lui retrouve cependant un poste dans un autre salon. C'est avec cette jeune femme que Daniel, entre autres , finit par entretenir une relation. Martine le comprend et connaît une série de « crises hépatiques » , cependant que Daniel la rejoint. Daniel passe la nuit à son chevet et, le lendemain, lui apprend son départ pour la Californie dans le cadre d'un voyage d'études auprès d'une firme locale.
Soulagée par ce départ qui éloigne son mari de Ginette, Martine poursuit une existence étriquée faite de soupçons continus à l'égard de son amie et de petites économies destinées à rembourser les crédits. Or, trois mois après son départ pour les États-Unis, Daniel, qui sort désormais avec la fille de son patron, revient en France pour demander le divorce. Martine a alors 27 ans. La nouvelle la rend d'abord hystérique et violente. Elle est internée dans une « maison de repos ». Puis elle reprend son travail, apparemment soignée, mais développe des troubles du comportement : elle reste prostrée chez elle, où la saleté s'accumule ; devient boulimique et méchante avec ses proches.
Martine apprend par lettres, en même temps, que Daniel a obtenu le divorce et que sa mère est décédée  de maladie à l'âge de 48 ans. Elle retourne dans sa commune natale pour régler la succession auprès du notaire. La cabane familiale est abandonnée depuis le décès de sa mère. Martine n'y croise personne d'autre que les rats  et le dernier des nombreux amants de Marie Vénin, Bébert, un chauffeur routier qui l'a veillée jusqu'au bout. Après une soirée de confidences et une nuit d'amour, Bébert repart sur les routes, en faisant promettre à Martine de le retrouver la semaine suivante, mais de ne pas rester dans la cabane où les rats, très nombreux, peuvent être agressifs. Martine y reste pourtant et meurt, en effet, dévorée par les rats.

Le roman se clôt sur ce paragraphe : 

« C'est en 1958 qu'est apparue sur le marché la rose parfumée Martine Donelle : elle a le parfum inégalable de la rose ancienne, la forme et la couleur d'une rose moderne. Avec les félicitations du jury. »

## Structure
Le roman est structuré en 30 chapitres :
1. Un univers brisé ;
2. Martine-perdue-dans-les-bois[21] ;
3. Les fonts baptismaux du confort moderne ;
4. L'embrasement ;
5. La corrida des jeunes ;
6. Sur les pages glacées de l'avenir ;
7. À l'échantillon du rêve ;
8. Le petit pois ;
9. Au seuil d'une forêt obscure ;
10. L'Uni-Prix des rêves ;
11. Le « who is who » des roses ;
12. Une place forte ;
13. Sous les pas du gardien des roses… ;
14. Suspense à domicile ;
15. Le merveilleux d'un matelas à ressorts ;
16. Ouverture de crédit ;
17. Dans un de ces immeubles neufs ;
18. Le domaine divin de la nature ;
19. Difficultés des facilités ;
20. À la discrétion de vos désirs ;
21. Téléparade ;
22. Toutes ces roses qui n'étaient pas à crédit ;
23. La pie voleuse ;
24. Le beau gâchis ;
25. Chienlit ;
26. Aveux spontanés des miroirs ;
27. Le cri du coq ;
28. « … Et les chauves-souris qui tout sabbat réclame… » ;
29. La lessiveuse rouillée ;
30. Sparge, precor, rosas supra mea busta, viator[22].

## Analyse
Ce « petit roman, conte ou récit », selon les mots d'Elsa Triolet dans sa préface, est à la fois un roman d'amour — « à l'eau de rose », donc — et un récit critique de la société de consommation, sur fond d'urbanisation et d'industrialisation de la France d'après-guerre.

Toujours dans sa préface, l'écrivaine explique ainsi le sens du titre du cycle « L'âge de nylon » : 

« Le XXe siècle, comme tous les autres, depuis que le monde est monde, oscille entre son passé et son avenir, et, dans l'histoire que voici, la matière plastique est au fond des cavernes, le confort moderne asservit ceux qu'il devrait servir, les chevaliers croisent le fer pour la science… Il y a des rêves couleur du temps, de l'hygiène à la découverte… il y a la passion, stable comme notre planète vertigineuse… Tirés en arrière, propulsés en avant, pris entre la pierre et le nylon, les personnages que vous rencontrerez dans les pages qui suivent sont, comme nous tous, le résultat déchiré, déchirant de cet éternel état des choses. »

## Adaptation
Le roman est adapté pour la télévision en 2011 par Amos Gitaï, sous le titre Roses à crédit.